# Pasundan

Gli Stati Uniti d'Indonesia con Pasundan mostrato in rosso.

Lo stato di Pasundan (lingua indonesiana: Negara Pasundan) era uno stato federale formato della parte occidentale dell'isola di Giava dai Paesi Bassi nel 1948 come parte di un tentativo di ristabilire la colonia delle Indie orientali olandesi durante la Rivoluzione Nazionale Indonesiana. Era simile all'attuale area geografica delle attuali provincie di Giava, Banten e Giacarta.
Una repubblica di Pasundan (Indonesiano: Republik Pasundan)fu dichiarata il 4 maggio 1947 ma si dissolse l'anno successivo. Il 26 febbraio 1948, lo stato di Giava Occidentale (Negara Jawa Barat)fu stabilito il 24 Aprile 1948, lo stato fu rinominato Pasundan. Pasundan divenne uno stato federale degli Stati Uniti d'Indonesia nel 1949 ma fu incorporato nella Repubblica d'Indonesia (lui stesso costituente della neonata repubblica) l'11 marzo 1950.
Ci sono state proposte recenti di rinominare l'attuale provincia di Giava Occidentale Pasundan ("Provincia del Sundanesi")